# Regiunea Novgorod
Regiunea/Oblastul Novgorod (în limba rusă: Новгоро́дская о́бласть) este un subiect federal al Rusiei (o oblastie). A fost înființată în 1944. Este localizat în Districtul Federal Nord-Vestic, între Moscova și Sankt Peterburg. Centrul administrativ al regiunii este Veliki Novgorod.

## Populația
În 2002, populația era de 694.355 de locuitori, în scădere față de cifrele din 1989 (753.000). Proporția populației urbane este ridicată – 70%, în regiune existând 10 orașe.

## Geografia
Oblastul (regiunea) are o suprafață de 53.895 km². Se învecinează cu regiunile Leningrad (N-V,N), Vologda (E), Tver (S-E,S) și Pskov (S-V).
În partea vestică se află câmpii joase în jurul lacului Ilmnen, în timp ce în est sunt dealuri mai înalte – Podișul Valdai, cu o altitudine maximă de 296 m.

### Ora locală
Regiunea Novgorod este localizată în zona fusului orar al Moscovei. 

## Diviziuni administrative
Oblastul (regiunea) este împărțit în:
- 21 de raioane,
- 10 orașe și 15 așezări de tip urban (din care trei de subordonare regională, restul de subordonare raională),
- 175 selsoviete cu 3.973 de sate.